# Trapa (plante)
Genre
Classification APG IV (2016)
Trapa est un genre de plantes à fleurs dicotylédones de la famille des Trapacées selon la classification classique de Cronquist (1981). Dans la classification phylogénétique, il a été classé dans la famille des Lythracées.
Il comprend une trentaine d'espèces. Il s'agit de plantes aquatiques dont la plus connue est la mâcre nageante (Trapa natans).

## Liste des espèces
Selon BioLib (le 8 mai 2021) :
- Trapa bicornis Osbeck
- Trapa bispinosa Roxb.
- Trapa conocarpa (F. Aresch.)
- Trapa incisa Siebold & Zucc.
- Trapa natans L.